# Caupolicana fulvicollis
Caupolicana fulvicollis es un insecto himenóptero incluido en el género Caupolicana y la familia Colletidae. Fue descrito por primera vez en 1851 por el entomólogo italiano Maximilian Spinola. Se la conoce comúnmente como abeja grande y habita en el territorio chileno, entre la Región de Coquimbo y la Región del Maule. Llega a medir entre 23 a 25 milímetros.